# Gstoder
Gstoder är ett berg i Österrike.   Det ligger i distriktet Tamsweg och förbundslandet Salzburg, i den centrala delen av landet, 220 km sydväst om huvudstaden Wien. Toppen på Gstoder är 2 140 meter över havet, eller 911 meter över den omgivande terrängen. Bredden vid basen är 17,4 km.
Terrängen runt Gstoder är kuperad åt nordväst, men åt sydost är den bergig. Runt Gstoder är det ganska glesbefolkat, med 22 invånare per kvadratkilometer.. Närmaste större samhälle är Tamsweg, 13,0 km väster om Gstoder. 
I omgivningarna runt Gstoder växer i huvudsak barrskog.